# Belgiens Grand Prix 1984
Belgiens Grand Prix 1984 var det tredje av 16 lopp ingående i formel 1-VM 1984.

## Resultat
1. Michele Alboreto, Ferrari, 9 poäng
2. Derek Warwick, Renault, 6
3. René Arnoux, Ferrari, 4
4. Keke Rosberg, Williams-Honda (varv 69, bränslebrist), 3
5. Elio de Angelis, Lotus-Renault, 2
6. Ayrton Senna, Toleman-Hart, 1
7. Patrick Tambay, Renault
8. Marc Surer, Arrows-Ford
9. Nelson Piquet, Brabham-BMW (66, motor)
10. Jonathan Palmer, RAM-Hart

### Förare som bröt loppet
- Mauro Baldi, Spirit-Hart (varv 53, upphängning)
- Andrea de Cesaris, Ligier-Renault (42, olycka)
- Teo Fabi, Brabham-BMW (42, snurrade av)
- Manfred Winkelhock, ATS-BMW (39, avgassystem)
- Niki Lauda, McLaren-TAG (35, vattenpump)
- Eddie Cheever, Alfa Romeo (28, motor)
- Jacques Laffite, Williams-Honda (15, elsystem)
- Francois Hesnault, Ligier-Renault (15, kylare)
- Thierry Boutsen, Arrows-BMW (15, motor)
- Piercarlo Ghinzani, Osella-Alfa Romeo (14, transmission)
- Nigel Mansell, Lotus-Renault (14, koppling)
- Alain Prost, McLaren-TAG (5, fördelare)
- Riccardo Patrese, Alfa Romeo (2 , tändning)
- Johnny Cecotto, Toleman-Hart (1, koppling)

### Förare som diskvalificerades
- Stefan Bellof, Tyrrell-Ford (varv 69)
- Martin Brundle, Tyrrell-Ford (51)

### Förare som ej kvalificerade sig
- Philippe Alliot, RAM-Hart